# Folwark (Słopnice)
Folwark – część wsi Słopnice w Polsce, położona w województwie małopolskim, w powiecie limanowskim, w gminie Słopnice.
W latach 1975–1998 Folwark administracyjnie należał do województwa nowosądeckiego.